# 그라나다 왕실 예배당

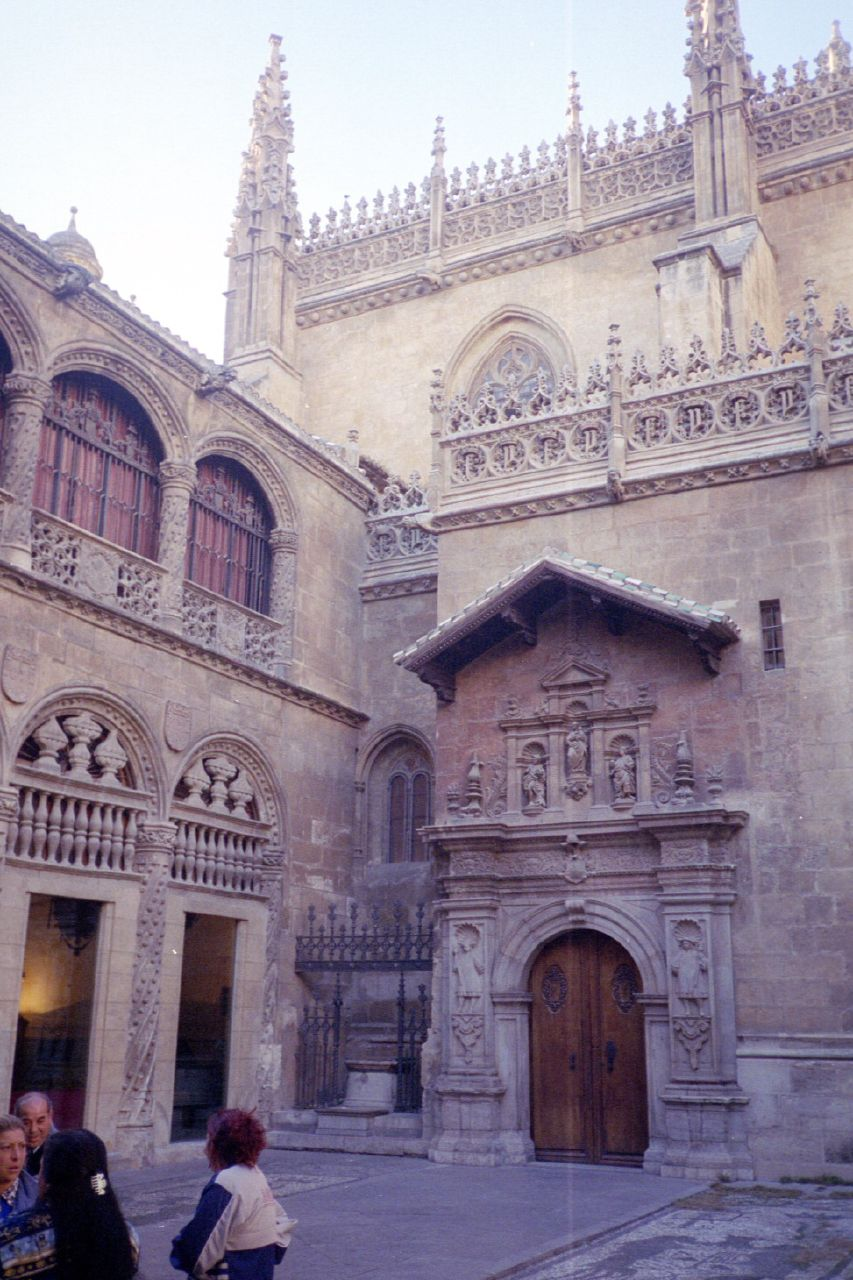
그라나다 왕실 예배당

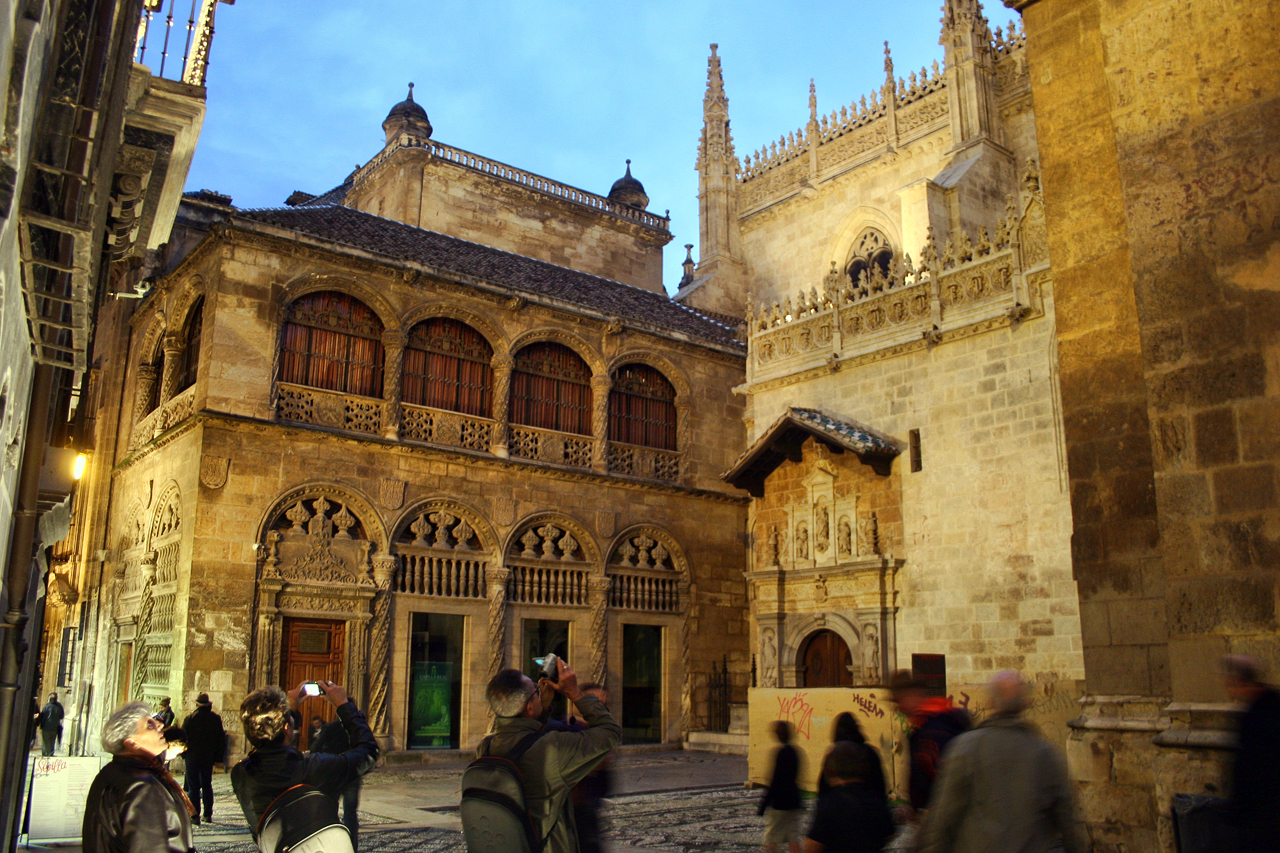
그라나다 왕실 예배당 2.

그라나다 왕실 예배당(스페인어: Capilla Real de Granada)는 그라나다 (스페인 안달루시아) 중심지에 위치한 이사벨 양식 건축물이다. 가톨릭 군주들, 그들의 딸인 후아나 1세, 그녀의 남편인 펠리페 1세가 묻혀있다.

## 역사
그라나다의 나스르 술탄국은 레콩키스타(재정복)로 멸망한 알안달루스의 마지막 무어인들의 나라였다. 가톨릭 군주가 통치하던 1492년에 벌어진 그라나다 정복은 그들의 통치에 있어서 중요한 한 발자국이였다. 1504년 9월 13일, 그들은 자신들의 유해가 그라나다로 옮겨지길 바랬고, 이 목적을 위해 왕실 예배당을 건설하기 위한 카스티야 레온 왕국의 메디나델캄포에서 왕실의 증명서가 발급됐다.
가톨릭 군주들은 기록에 따르면 1504년 9월 13일에 묻힐 장소로 왕실 칙령에 따라 왕실 예배당을 지어질 곳으로 그라나다를 택했다. 1505년과 1517년 사이에 이사벨 고딕 양식으로 지어졌고, 세례자 요한과 복음사가 요한에게 헌정되었다.
건축은 1505년 엔리케 에가스에 의해 고딕 양식으로 시작됐다. 후안 힐 데 온타뇬, 후안 데 바다호스, 로렌소 바스케스 데 세고비아 역시도 건설에 참여했다.